# Grabow
Grabow  város a Németország Mecklenburg-Elő-Pomeránia tartományában.

## Története
A dannenbergi gróf emelte a települést város rangjára 1252-ben. Egy tűz 1499-ben az várost elpusztította. 1725. június 3-án leégett a kastély, a tanácsház és a templom.

## Turistalátványosságok

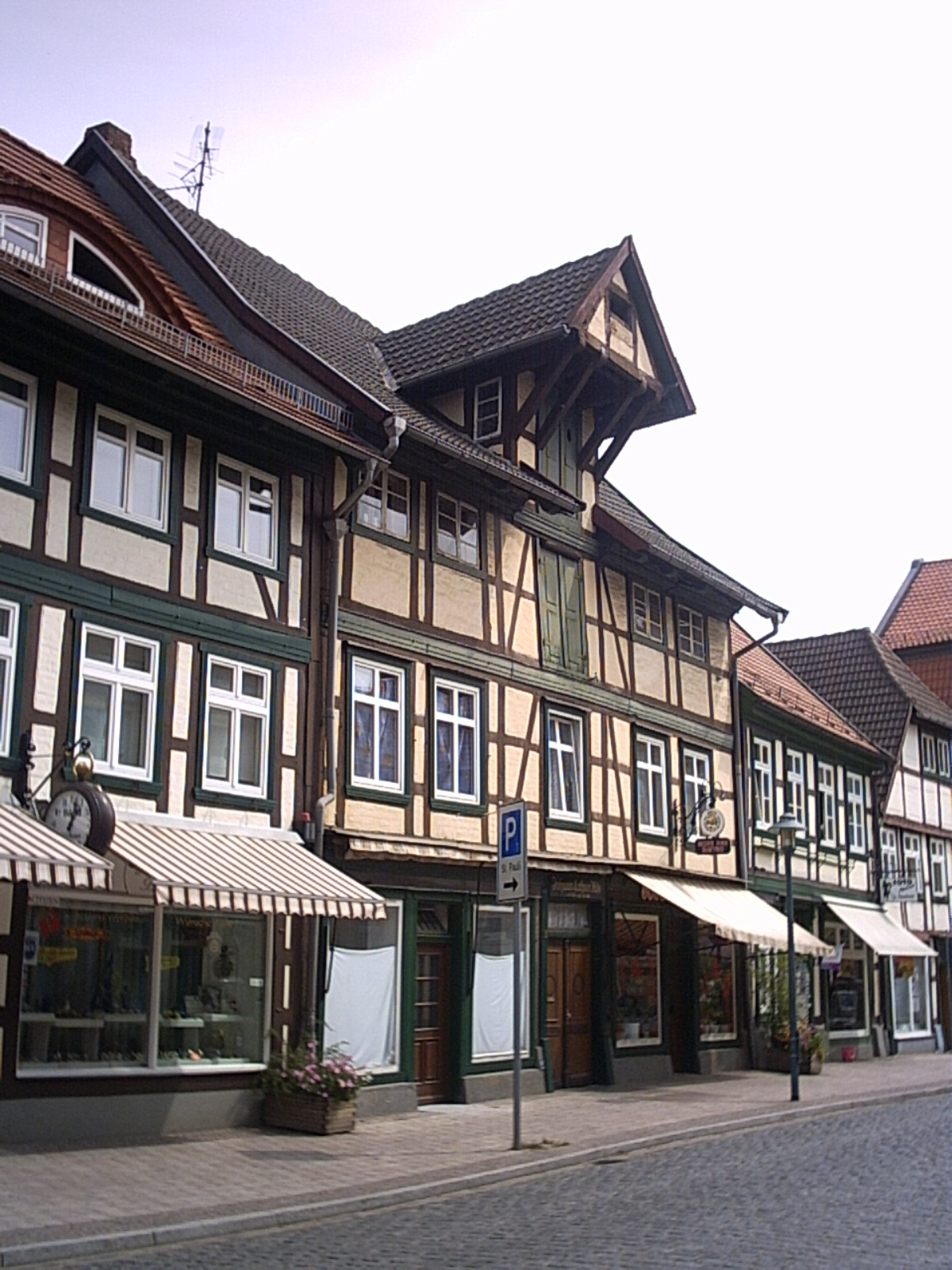
Óváros

- Az Óváros a templommal és a tanácsházzal
- Múzeum, könyvtár